# Союз граждан Грузии
Союз граждан Грузии или Гражданский союз Грузии (груз. საქართველოს მოქალაქეთა კავშირი) — грузинская левоцентристская политическая партия, созданная Эдуардом Шеварднадзе, который был президентом Грузии с 1992 по 2003 года, и Давидом Чантладзе, бывшим торговым представителем Советского Союза в Чехословакии. На парламентских выборах в ноябре 1995 года партия получила большинство мест в грузинском парламенте. Союз граждан Грузии входил в Социалистический интернационал и Партию европейских социалистов.
Несмотря на то, что партия привлекал множество молодых реформаторов, в том числе Михаила Саакашвили, Зураба Жвания и Нино Бурджанадзе, в конечном итоге партия стала жертвой ряда коррупционных скандалов, а также превратилась в инструмент для политических манипуляций Шеварднадзе. Именно по этим причинам в сентябре 2001 года Саакашвили ушёл из правительства Шеварднадзе и Гражданского союза Грузии. В конечном итоге, внутри партии возникли противоречия, которые привели к тому, что Союз граждан распался на три противоположные фракции. В июне 2002 года, чтобы создать свою собственную партию, Союз граждан покинул Жвания. Позднее и спикер парламента Нино Бурджанадзе также покинула Союз граждан, чтобы объединиться с Жвания и, в конечном счёте, с Саакашвили. В июне 2003 года пять оппозиционных партий создали Единое национальное движение, чтобы вместе противостоять Союзу граждан и бороться с коррупцией.
Союз граждан оказался в центре внимания во время политического кризиса в ноябре 2003 года, когда выигранные им парламентские выборы в многомандатном округе, проведенные 2 ноября, объявили сфальсифицированными. 23 ноября, после череды массовых демонстраций и протестов, Шеварднадзе был вынужден уйти в отставку, а его партия — распущена. Впоследствии, результаты выборов аннулировали, и на 2004 год назначены новые. В то же время избранные 19 депутатов от движения Новая Грузия продолжили работу в парламенте до 2008 года.